# Гамейро, Альфредо Роке
Альфредо Роке Гамейро (порт. Alfredo Roque Gameiro; 4 апреля 1864, Минде — 15 августа 1935, Лиссабон, Португалия) — португальский живописец, график, акварелист, педагог. Считается одним из лучших акварелистов мира.

## Биография
Родился в семье купца. В десятилетнем возрасте переехал в Лиссабон со своим старшим братом, который позже фвладел студией литографии. С 1874 года работал литографом. С 1883 по 1886 год учился на факультете изящных искусств Лиссабонского университета. Позже у Людвига Нипера в Лейпциге в Школе прикладного искусства. Затем вернулся в Лиссабон.
В 1900 году выставлял свои картины в португальском павильоне на Всемирной выставке в Париже, за что получил медаль.
В 1911 году открыл свою студию в Лиссабоне. В качестве преподавателя университета работал в Португалии в академиях искусств и ремесел.
В 1923 году был избран членом Королевской академии изящных искусств Сан-Фернандо.
Художник исторического жанра, автор многих картин, посвящённых основным событиям Португальской колониальной империи, баталист, портретист, пейзажист, жанрист. Пробовал себя в качестве книжного иллюстратора.

## Галерея

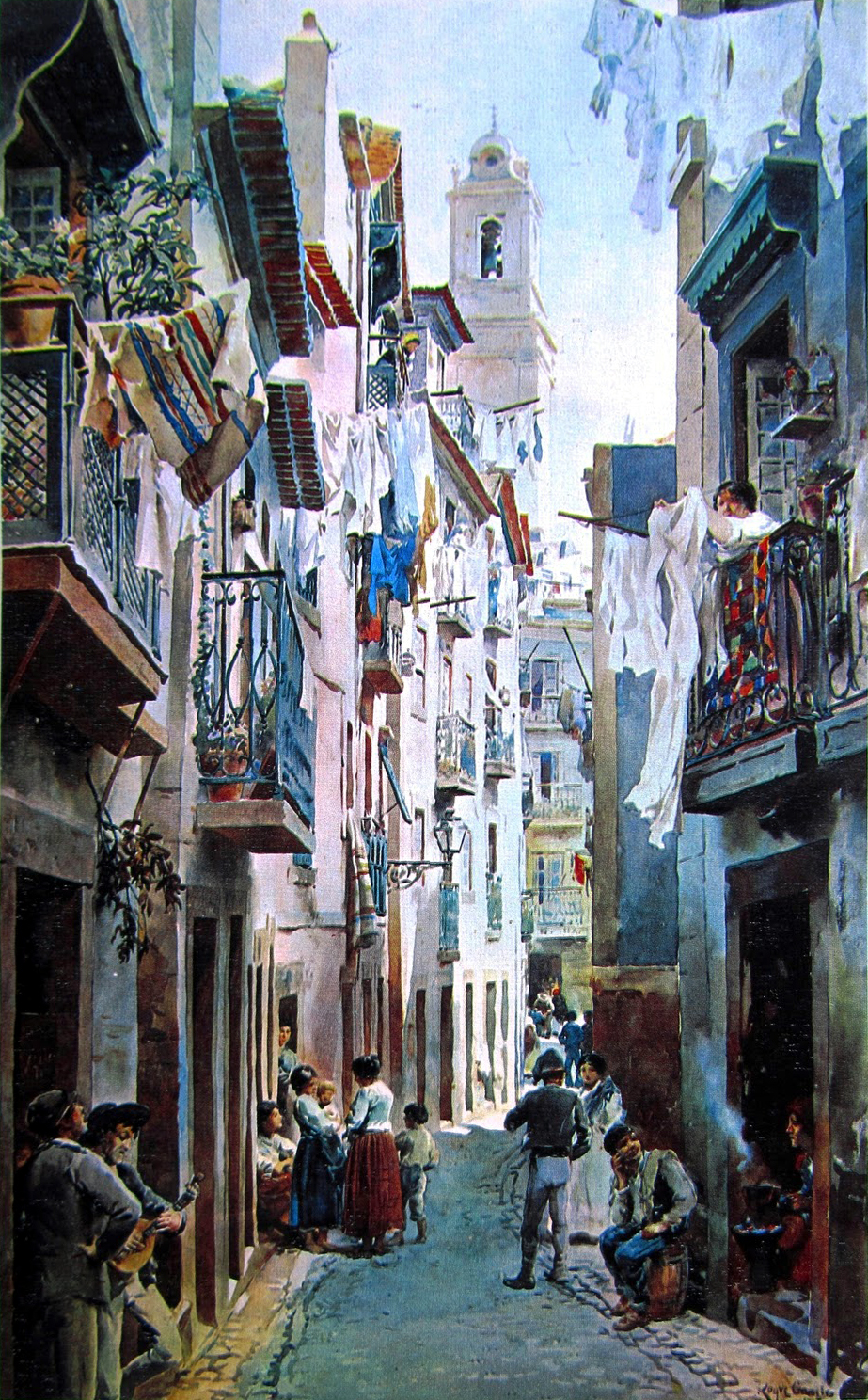
Лиссабон. Улица Святого Мигеля в городском районе Алфама. Около 1910 года.
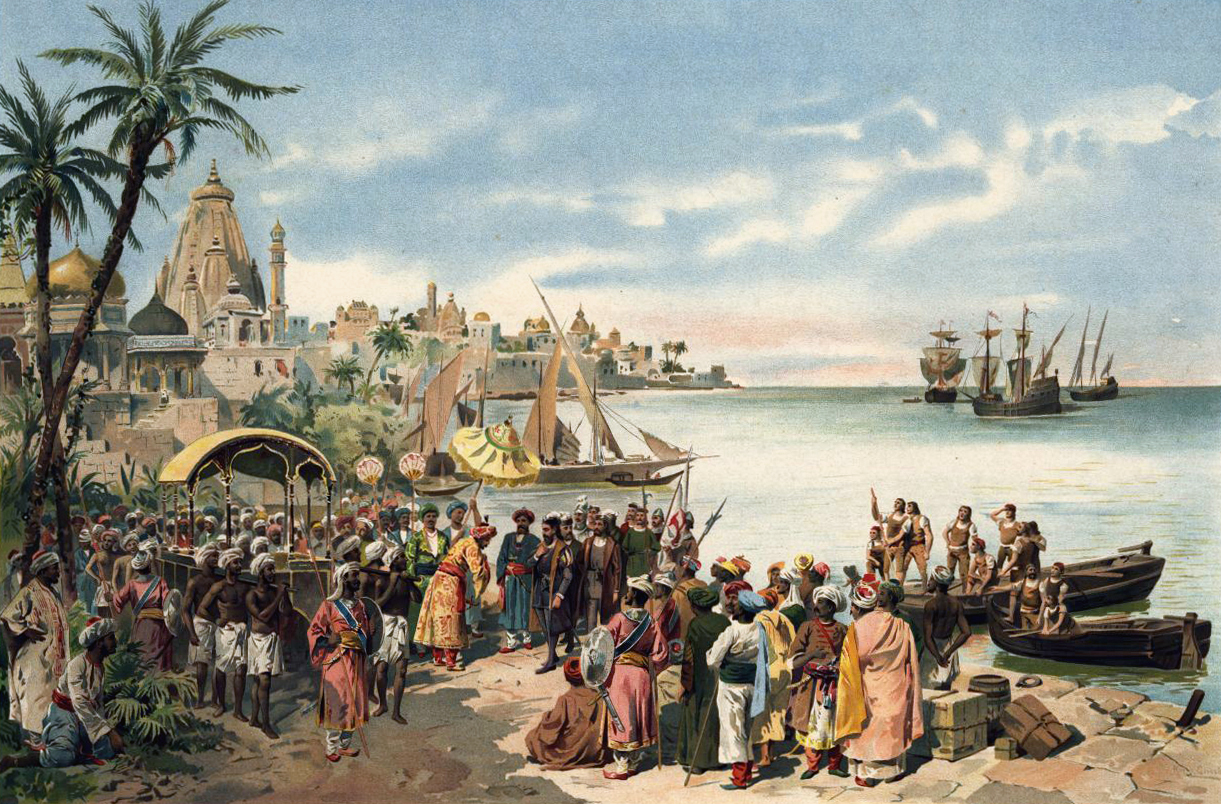
Прибытие Васко да Гамы в Каликут. 1498 г.
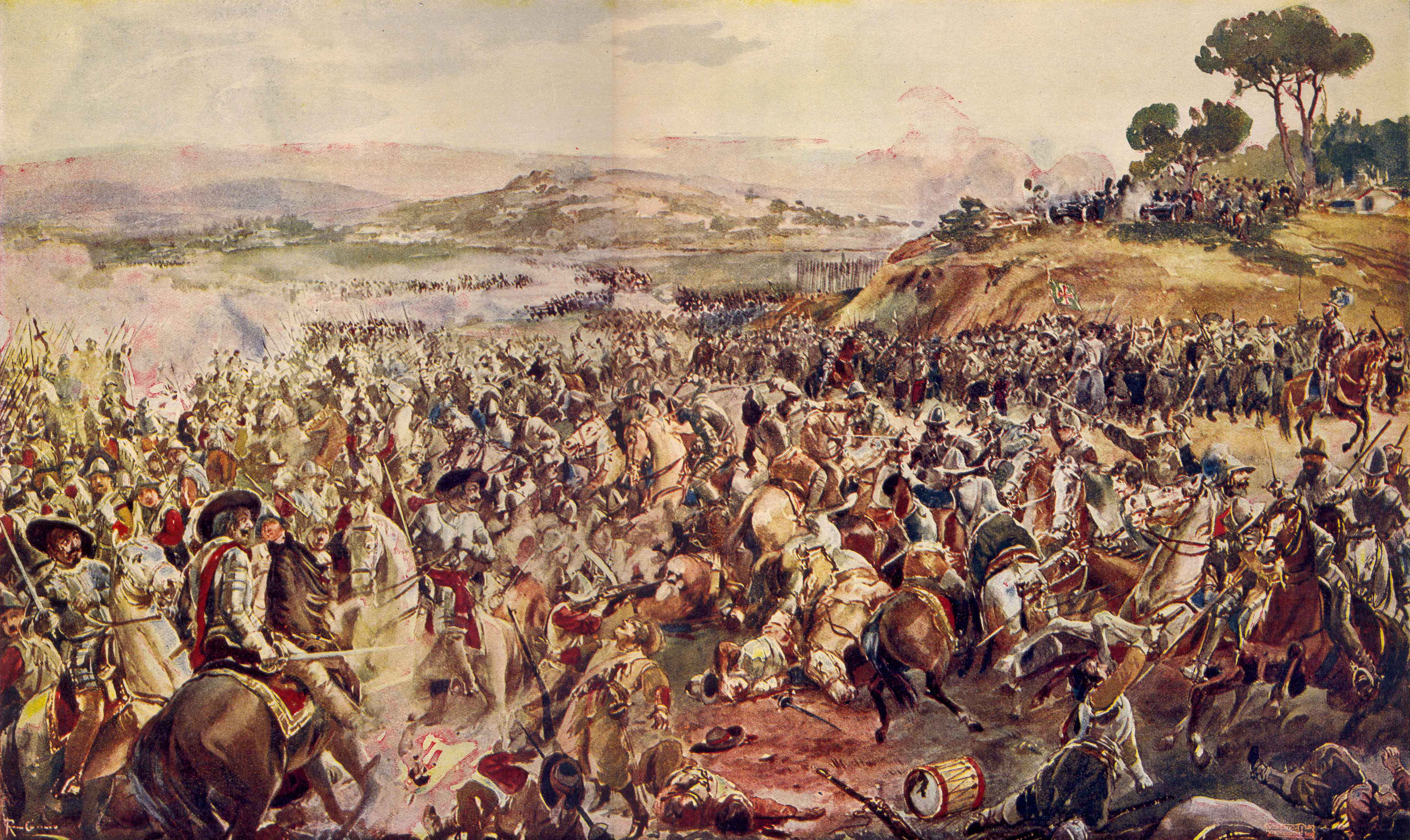
Битва при Монте Кларос
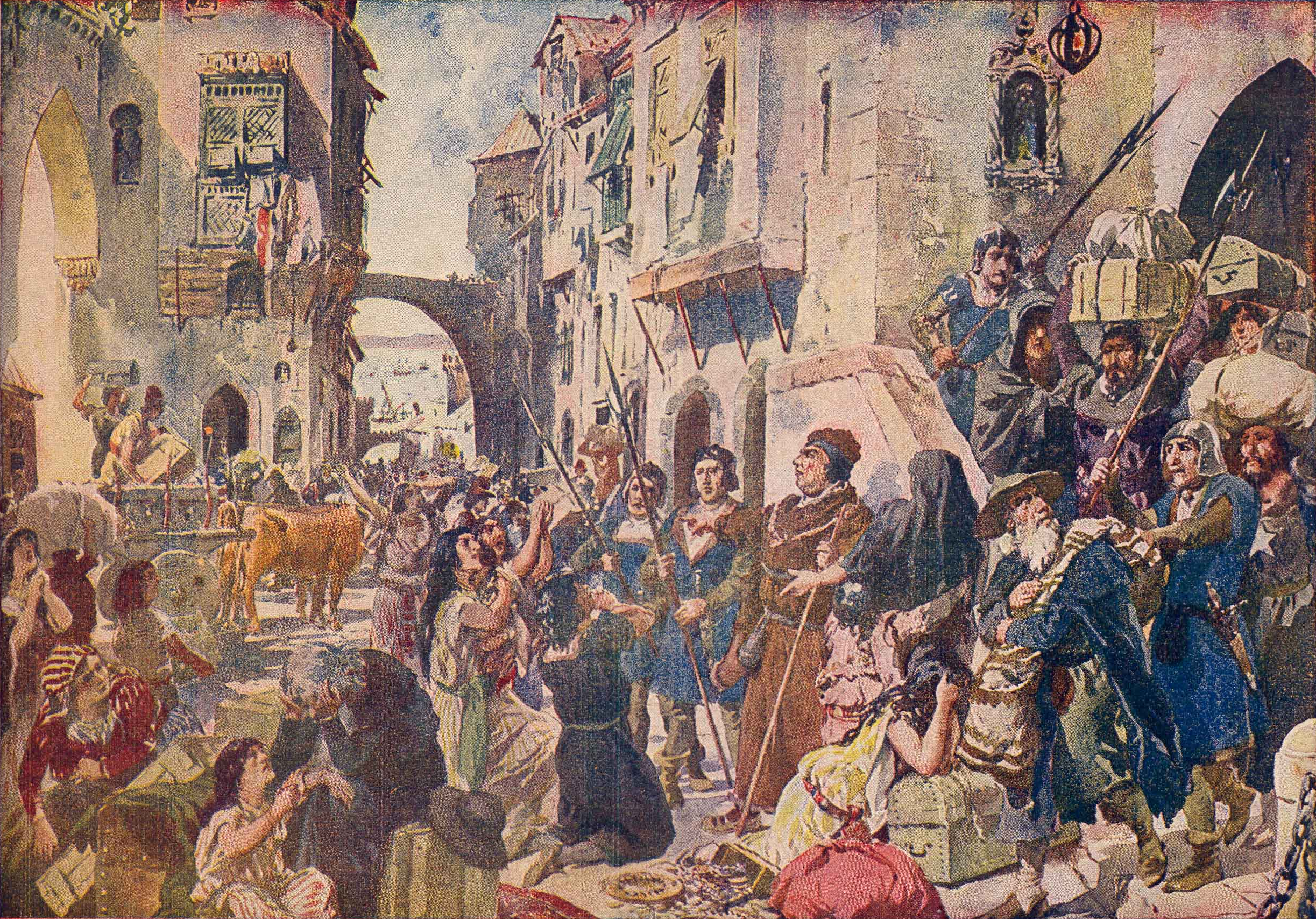
Изгнание евреев из Португалии
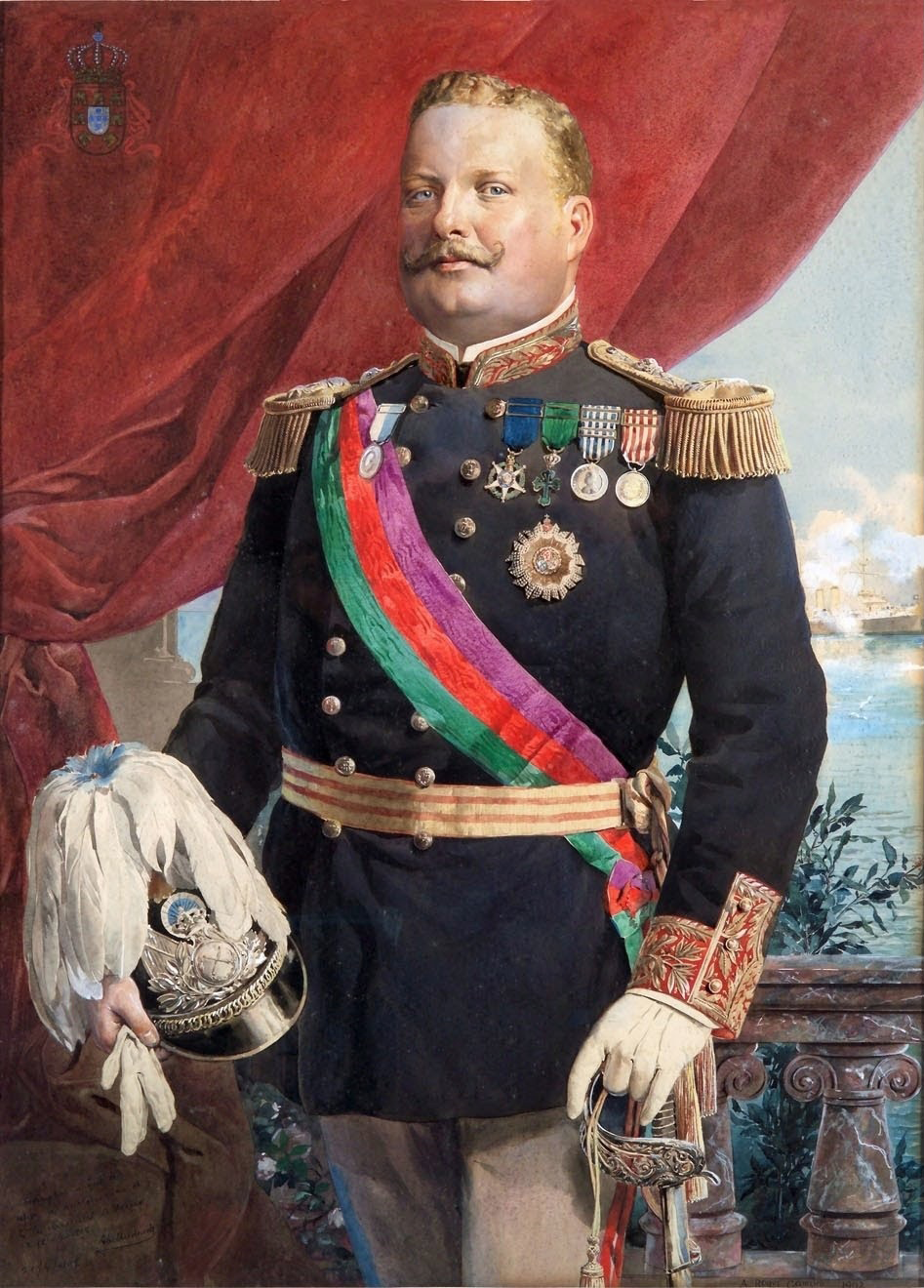
Портрет короля Карлуша I
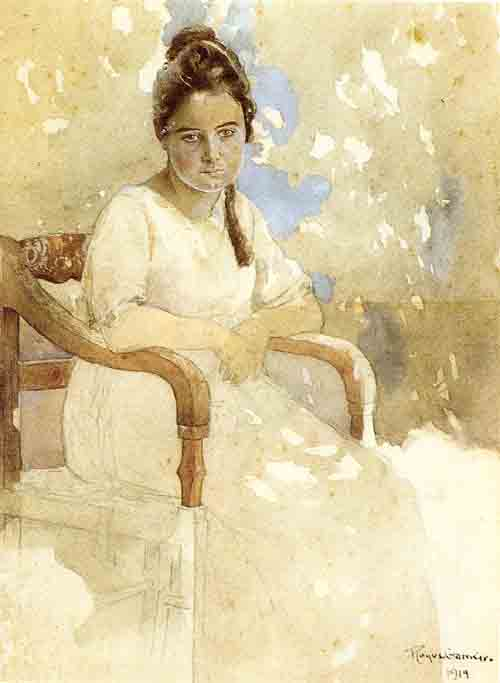
Женский портрет
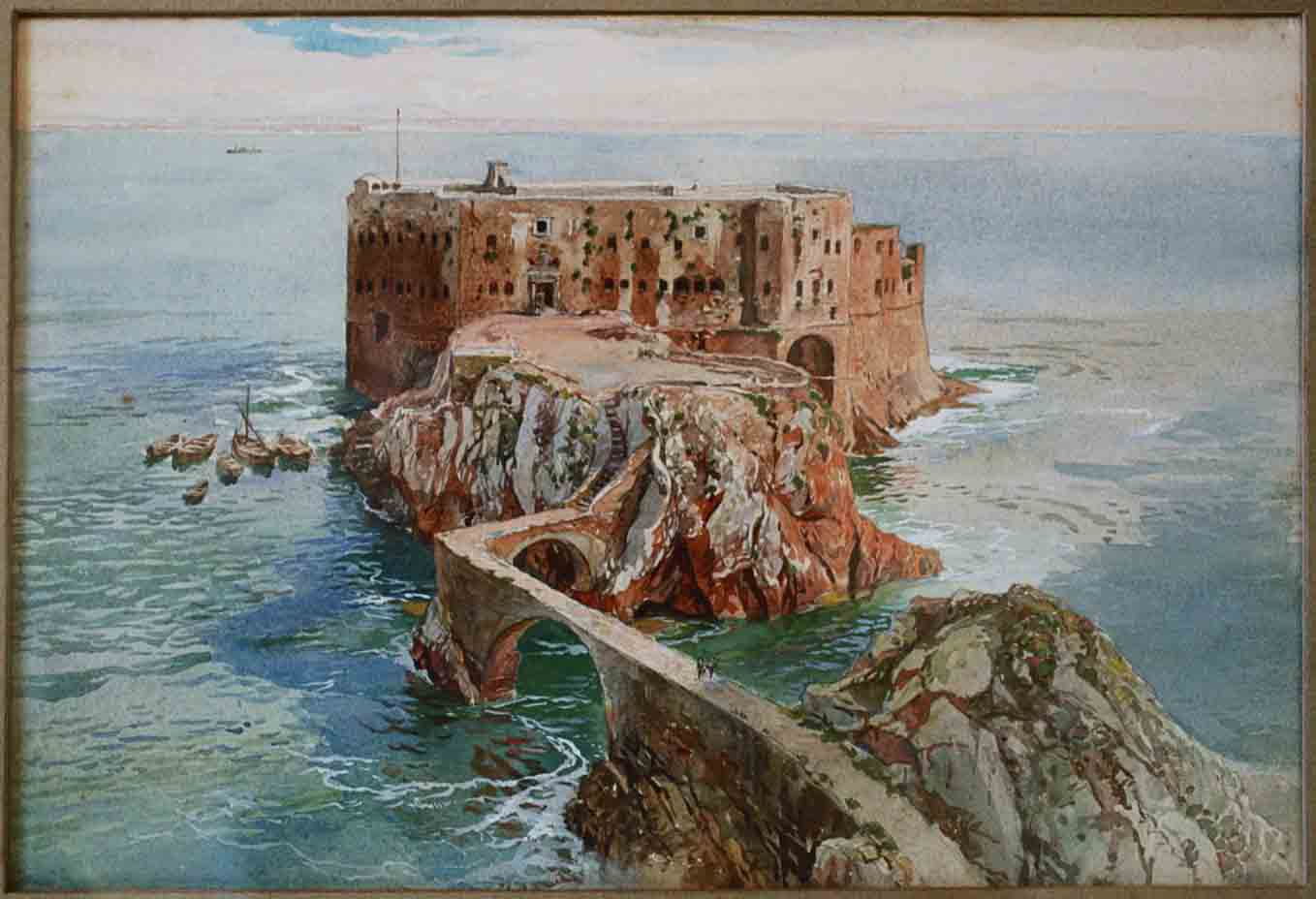
Пейзаж